# Apaga
Apaga är en ort i Armenien.   Den ligger i provinsen Armavir, i den västra delen av landet, 24 kilometer väster om huvudstaden Jerevan. Apaga ligger 843 meter över havet och antalet invånare är 1 634.
Terrängen runt Apaga är platt. Runt Apaga är det ganska tätbefolkat, med 155 invånare per kvadratkilometer.. Närmaste större samhälle är Etjmiadzin, 8,5 kilometer norr om Apaga.
Trakten runt Apaga består till största delen av jordbruksmark.